# 확산성 밀리언아서
《확산성 밀리언아서》(일본어: 拡散性ミリオンアーサー 가쿠산세이 미리온아사[*])는 스퀘어 에닉스에서 2012년 4월 9일부터 배포하는 PS Vita,닌텐도3DS,스마트폰 전용 온라인 카드 배틀 RPG 게임이다.
한국에서는 Actozsoft(액토즈소프트)가 2012년 12월 20일부터 한글화를 통해 서비스 하였다.

## 서비스 종료
일본 확산성 밀리언아서가 2015년 3월 30일에 서비스를 종료했다. 2012년 4월 10일,출시된지 2년11개월 만에 서비스를 종료하게 됐다. 모바일 스마트폰 서비스만 종료되고 PS Vita,닌텐도3DS,Amazon버전은 서비스가 유지된다. 정식 서비스 종료에 앞서 2014년 12월 27일, 서비스가 일시 중단됐으며 2015년 1월 30일에 인앱 결제가 차단됐다. 또한 스퀘어 에닉스는 서비스 종료 이후 신청자에 한해 '괴리성 밀리언 아서'의 특전을 제공한다고 하였다.
이번 서비스 종료는 일본 버전만 해당하며, 한국에서 액토즈소프트를 통해 서비스중인 밀리언아서와 밀리언아서 For Kakao버전은 유지된다.
한국 버전도 서비스 종료가 발표되었다. 종료일은 2015년 10월 30일 금요일.